# بروميد التيوتروبيوم
بروميد التيوتروبيوم (بالإنجليزية: Tiotropium bromide)‏ هو دواء يُستعمل في علاج:
- فرط ضغط الدم الرئوي[9]
- داء الانسداد الرئوي المزمن[10]
- الربو[11][12]
- مرض تنفسي[9]
- ذات الرئة[9]
- توسع القصبات[9]

## دوره
يلعب هذا الدواء دورًا في علاج الأمراض كونه:
- مضاد مسكاريني
- موسع قصبي
- مضادات الكولين